# Emeri van Donzel
Emericus (Emeri) Joannes van Donzel (* 5. Juli 1925 in Nieuwstadt, Provinz Limburg; † 29. Oktober 2017 in Wassenaar, Südholland) war ein niederländischer Islamwissenschaftler und Äthiopist. Er war von 1974 bis 1990 Direktor des Nederlands Instituut voor het Nabije Oosten in Leiden.
Donzel studierte zunächst in Leiden Philosophie und Theologie, dann Semitistik, Sanskrit und indonesische Kultur, um sich auf einen Einsatz als Missionar der Lazaristen in Indonesien vorzubereiten. Stattdessen wurde er aber nach Äthiopien entsandt, um katholische Priester auszubilden. Zuvor studierte er bei Giorgio Levi Della Vida und Enrico Cerulli in Rom Gǝʿǝz (Altäthiopisch) und Amharisch. Nach seiner Lehrtätigkeit in Addis Abeba von 1959 bis 1964 kehrte er nach Leiden zurück, wo er Assistent des Islamwissenschaftlers G. W. J. Drewes wurde.
Mit einer kritischen Ausgabe von Abba Enbāqoms Werk Anqäṣä Amin („Tor des Glaubens“), einer christlich-äthiopischen Abhandlung über dem Islam aus dem 16. Jahrhundert, wurde van Donzel 1969 bei Drewes und Maxime Rodinson promoviert. Er wandte sich von seinem katholischen Orden ab, heiratete und wurde Assistenzprofessor. 1974 übernahm er die Leitung des Nederlands Instituut voor het Nabije Oosten (NINO; Niederländisches Institut für den Nahen Osten), dem er bis zu seiner Emeritierung 1990 vorstand.
Van Donzel war Ko-Herausgeber der Bände IV bis XI der 2. Auflage der Encyclopaedia of Islam, die zwischen 1978 und 2002 erschienen. Zur Encyclopaedia Aethiopica trug er 24 Artikel bei und unterstützte den Herausgeber als Berater und Gutachter. Neben seinem Interesse an Äthiopien und der Interaktion zwischen der islamischen Welt und dem Christentum forschte und veröffentlichte van Donzel u. a. zu Leben und Werk der Emily Ruete (Sayyida Salme), zur Geschichte des Islam und der Arabischsprecher in Afrika und Zentralasien. Van Donzel erhielt die Akademiepenning der Königlich Niederländischen Akademie der Künste und Wissenschaften, 2003 einen Ehrendoktortitel der Universität Hamburg, und wurde er zum Offizier des Ordens von Oranien-Nassau ernannt.